# Campos da Morte

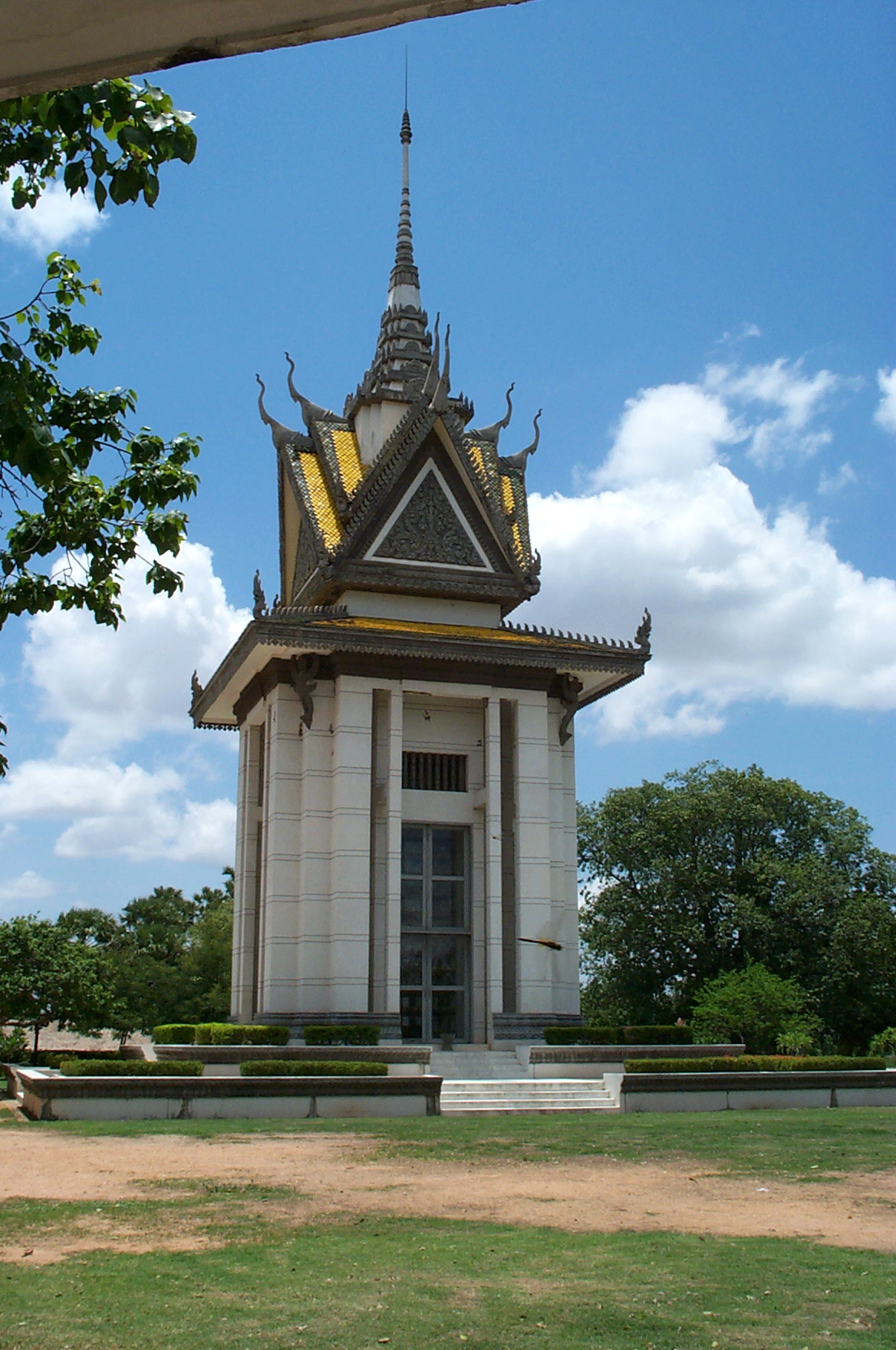
Uma estupa comemorativa cheia de crânios das vítimas no Campo da Morte de Choeung Ek

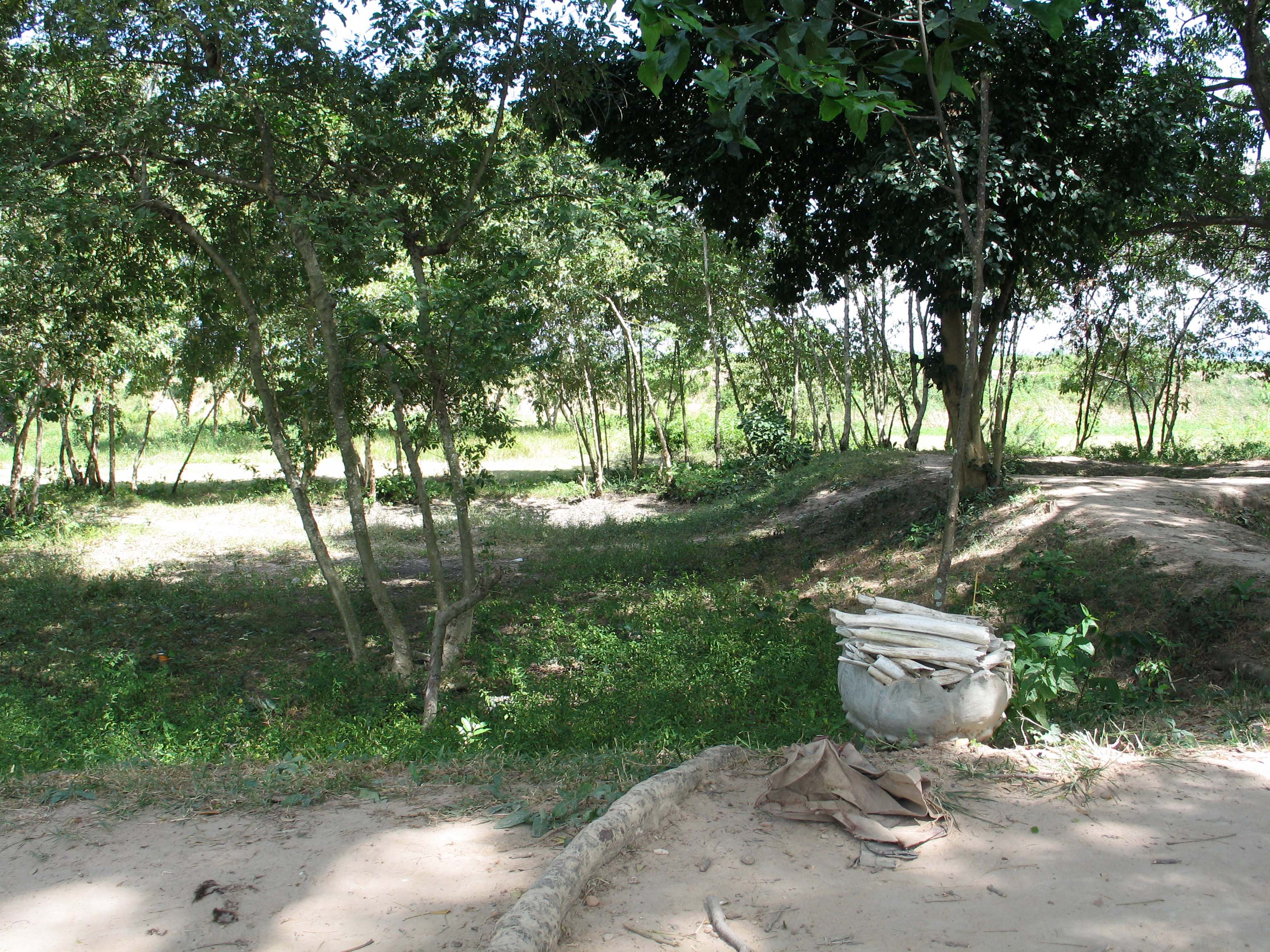
Sepultura comum no Campo da Morte de Choeung Ek

Os Campos da Morte (em quemer:  វាលពិឃាត) são vários locais no Camboja onde, coletivamente, mais de 1.000.000 de pessoas foram mortas e enterradas pelo regime do Khmer Vermelho (o Partido Comunista do Kampuchea) durante o governo do país de 1975 a 1979, imediatamente após o fim da Guerra Civil Cambojana (1970–1975). Os assassinatos em massa fizeram parte de um amplo genocídio patrocinado pelo Estado (o genocídio cambojano).
A análise de 20.000 valas comuns pelo Programa de Mapeamento DC-Cam e pela Universidade de Yale indica pelo menos 1.386.734 vítimas de execução.   As estimativas do total de mortes resultantes das políticas do Khmer Vermelho, incluindo mortes por doenças e fome, variam de 1,7 a 2,5 milhões de uma população em 1975 de cerca de 8 milhões. Em 1979, o Vietnã invadiu o Kampuchea Democrático e derrubou o regime do Khmer Vermelho, encerrando o genocídio.
O jornalista cambojano Dith Pran cunhou o termo “campos de extermínio” após a sua fuga do regime. 

## Processo

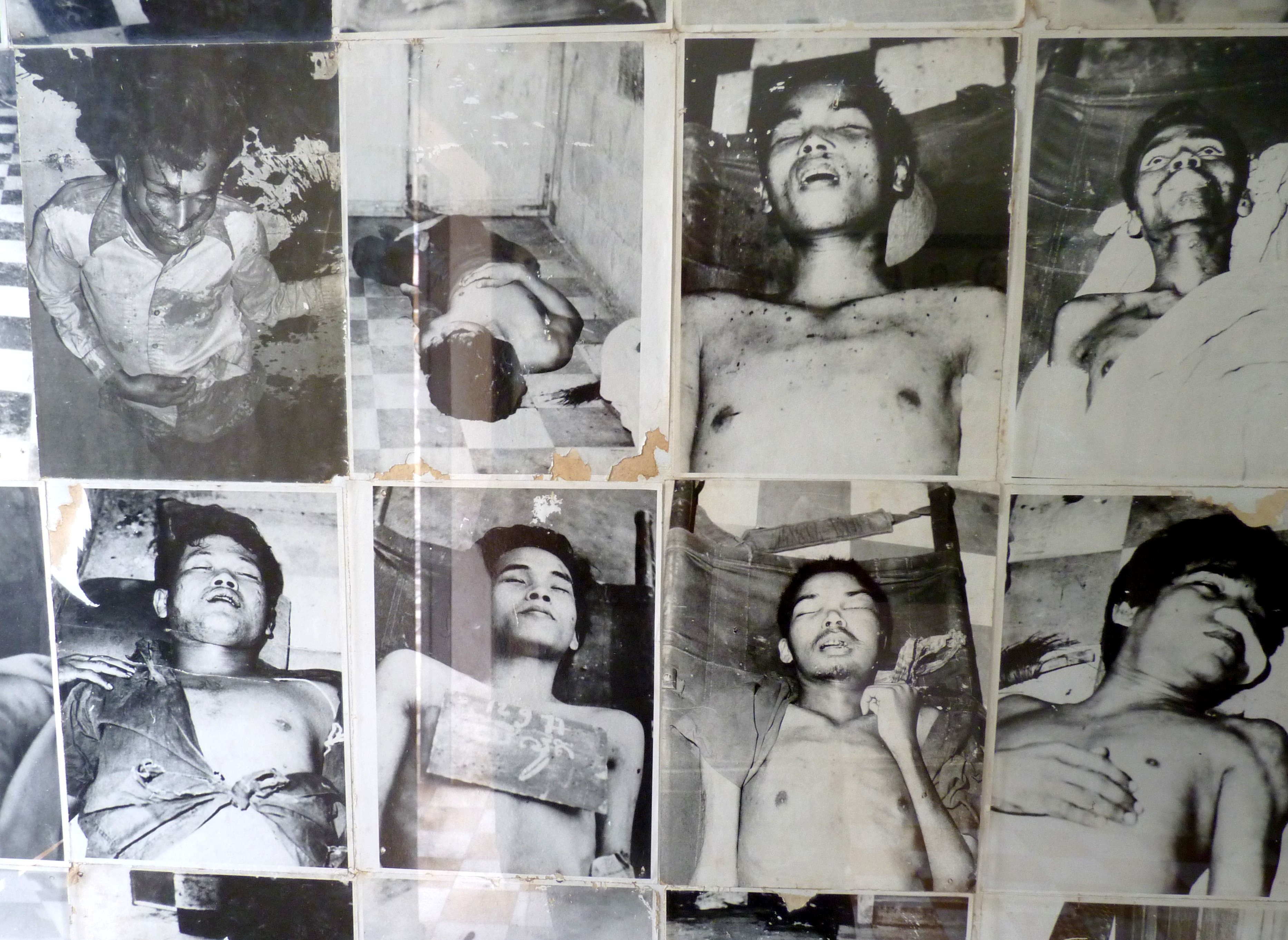
As salas do Museu do Genocídio Tuol Sleng contêm milhares de fotos tiradas pelo Khmer Vermelho de suas vítimas.

O processo judicial do regime do Khmer Vermelho, por crimes menores ou políticos, começou com uma advertência do Angkar, o governo do Camboja sob o regime. Pessoas que recebiam mais de duas advertências eram enviadas para “reeducação”, o que significava morte quase certa. As pessoas eram frequentemente encorajadas a confessar a Angkar os seus “estilos de vida e crimes pré-revolucionários” (que geralmente incluíam algum tipo de atividade de mercado livre; ter tido contato com uma fonte estrangeira, como um missionário dos EUA, ajuda internacional ou agência governamental; ou contato com qualquer estrangeiro ou com o mundo exterior), sendo informados de que Angkar os perdoaria e "limparia a lousa". Eles foram então levados para lugares como Tuol Sleng ou Choeung Ek para tortura e/ou execução.

## Acusação por crimes contra a humanidade
Em 1997, o governo cambojano solicitou a ajuda da ONU para a criação de um tribunal de genocídio. Demorou nove anos para chegar a um acordo sobre a forma e a estrutura do tribunal - um híbrido de leis cambojanas e internacionais - antes que os juízes tomassem posse, em 2006.    Os juízes de instrução foram apresentados pela acusação aos nomes de cinco possíveis suspeitos em 18 de Julho de 2007.  Em 19 de Setembro de 2007, Nuon Chea, segundo no comando do Khmer Vermelho e o seu membro sobrevivente mais antigo, foi acusado de crimes de guerra e crimes contra a humanidade. Enfrentou juízes cambojanos e estrangeiros no tribunal especial do genocídio e foi condenado em 7 de agosto de 2014 e recebeu pena de prisão perpétua.  Em 26 de julho de 2010, Kang Kek Iew (também conhecido como camarada Duch), diretor do campo de prisioneiros S-21, foi condenado por crimes contra a humanidade e sentenciado a 35 anos de prisão. Sua pena foi reduzida para 19 anos, pois já havia passado 11 anos preso.  Em 2 de fevereiro de 2012, a sua pena foi estendida para prisão perpétua pelas Câmaras Extraordinárias dos Tribunais do Camboja. Ele morreu em 2 de setembro de 2020. 